# Aero L-39 Albatros
Aero L-39 Albatros (укр. Аеро Л-39 «Альбатрос») — навчально-тренувальний і навчально-бойовий реактивний літак чехословацької авіабудівної фірми Aero Vodochody з радянським двигуном. Літак призначався для заміни літака Aero L-29 Delfin. Зробив перший політ 4 листопада 1968 року, ставши першим у світі навчальним літаком, оснащеним турбовентиляторним двигуном. Серійне виробництво L-39 Albatros розпочалося у 1971 році, а через рік більшість країн Варшавського договору офіційно визнали його своїм основним навчально-тренувальним літаком (НТЛ). Серійно вироблявся до 1996 року (побудовано 2868 літаків). Перебуває на озброєнні понад 30 країн світу.
Надалі його наступниками стали L-59 Super Albatros та його продовження L-159.
На авіасалоні у Фарнборо в липні 2014 року Aero Vodochody оголосила про запуск L-39NG – модернізованої версії L-39; у межах цієї програми планується виробництво як нових літаків, так і глибока модернізація існуючих. У 2023 році виробництво L-39NG було відновлено під назвою Skyfox, із загальною кількістю 34 літаки в замовленні.

## Історія
У 1964 році чехословацький авіабудівний завод Aero Vodochody розпочав розробку нового літака для задоволення вимог до «C-39» (C – скорочення від cvičný, що означає «тренувальний»), створивши конструкторську групу під керівництвом Яна Влчека. Цей літак мав стати заміною для L-29 Delfín — раннього реактивного навчального літака, і виконувати роль основного навчального літака. Влчек передбачав, що цей двомісний одномоторний літак буде прийнятий як основний тренувальний літак у країнах Варшавського договору.
4 листопада 1969 року L-39 (під позначенням «Прототип X-02» – друга побудована модель) здійснив свій перший політ, пілотований заводським льотчиком-випробувачем Рудольфом Духонем. Серійне виробництво першої моделі L-39, позначеної як L-39C, розпочалося в 1971 році. У 1972 році L-39 Albatros був офіційно визнаний більшістю країн Варшавського договору як основний навчальний літак, після чого пішли значні замовлення від військових замовників по всьому блоку, багато з яких надійшли від ВПС СРСР. У 1974 році перший L-39 надійшов на озброєння ПС Чехословаччини.

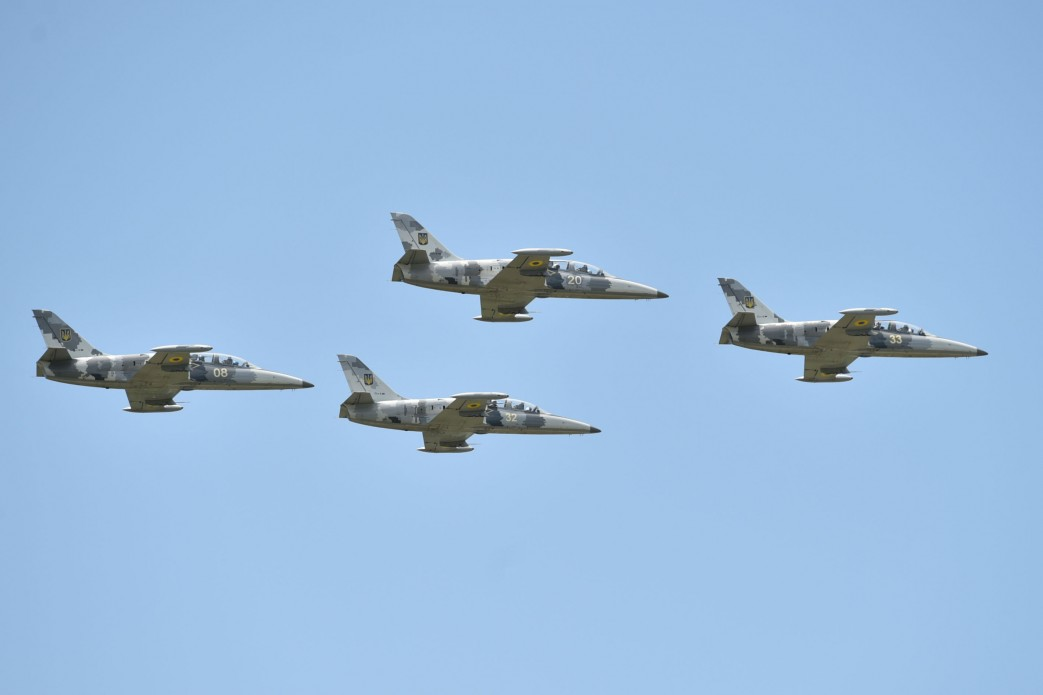
Четвірка L-39 ПС ЗСУ над авіабазою 203-ї бригади у Чугуєві. Червень 2016 року

Швидко були розроблені кілька спеціалізованих варіантів базового L-39. У 1972 році спеціалізований варіант буксирувача повітряних мішеней L-39V здійснив свій перший політ. У 1975 році вперше піднявся в повітря навчально-бойовий варіант L-39ZO, оснащений чотирма підкрильними вузлами підвіски, посиленим крилом і модифікованим шасі. У 1977 році відбувся перший політ легкого бойового варіанта L-39ZA, який отримав гармату ГШ-23, встановлену під фюзеляжем, а також чотири вузли підвіски та додаткове посилення конструкції, яке отримав L-39ZO.
Згідно з авіаційним виданням Flight International, наприкінці 1980-х років щорічно продавалося приблизно 200 літаків L-39 на ринку реактивних навчальних літаків. За даними Стокгольмського міжнародного інституту дослідження проблем миру, у 1993 році загальна експортна виручка від продажу L-39 становила 80% від загальної вартості всього військового експорту Чехії за той рік. У 1990-х роках, після розпаду СРСР і завершення Холодної війни, Aero Vodochody вирішила розробити версії Albatros із західними авіонікою, двигунами та озброєнням. Приблизно в той же час Aero Vodochody уклала партнерство з ізраїльською компанією Elbit Systems, у межах якого кілька літаків L-39 було модернізовано новітніми електронними та бортовими системами, а потім реекспортовано кінцевим користувачам, таким як Королівські ПС Таїланду.
Продажі L-39 знизилися в 1990-х роках. Це падіння пов'язують із втратою гарантованого ринку навчальних літаків у країнах Варшавського договору, який історично забезпечував значну частку загального виробництва; проблемами фінансування оборонної промисловості з боку чехословацьких банків та бездіяльністю уряду Чехословаччини; а також побоюваннями щодо якості виробництва. У 1996 році виробництво L-39 було припинено. Після завершення серійного виробництва Aero Vodochody розробила кілька покращених версій L-39 і продовжила активно підтримувати та модернізувати літаки для існуючих замовників.
Одним із замінників L-39 Albatros став Aero L-159 Alca — модернізована версія L-39. Спочатку Aero Vodochody планувала розробляти L-159 у співпраці з Elbit, але Міністерство оборони Чехії обрало компанію Rockwell Collins як партнера для програми. Обмежений успіх L-159 спонукав Aero Vodochody оголосити на авіасалоні у Фарнборо в 2014 році про розробку модернізованої версії L-39 під назвою L-39NG (Skyfox), яка повинна конкурувати з Alenia Aermacchi M-346 і British Aerospace Hawk. У моделі L-39 Skyfox двигун АІ-25 замінений на Williams FJ44, модифіковано конструкцію літака, прибрано кінцеві паливні баки, а також встановлено новий комплект авіоніки. Перший політ L-39 Skyfox відбувся в грудні 2018 року, а фінальна військова сертифікація була отримана від Чеського військового управління авіації у 2022 році. За очікуваннями, перший серійний L-39NG мав піднятися в повітря до кінця 2022 року.

## Опис конструкції

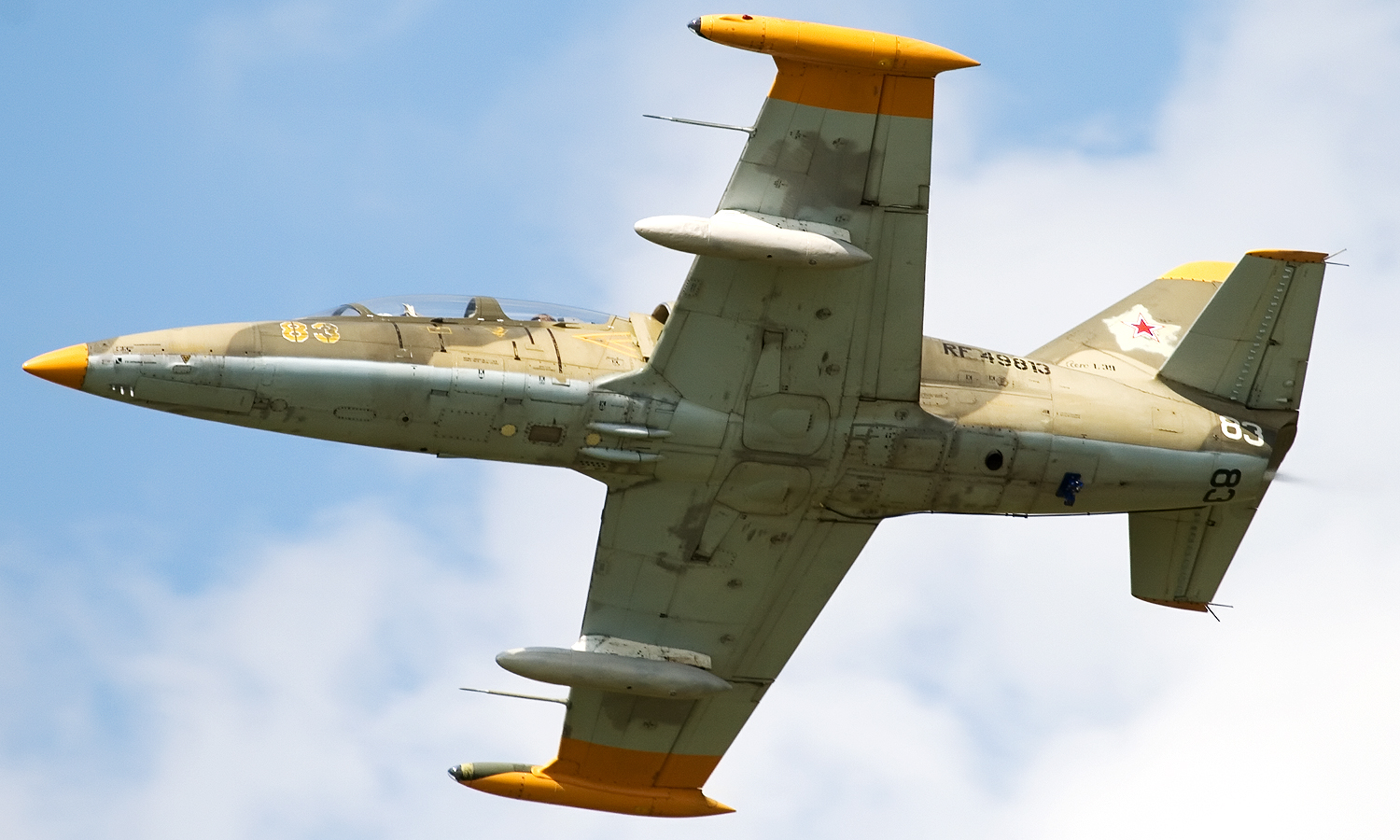
Нижня частина L-39 Albatros у польоті

L-39 Albatros — суцільнометалевий моноплан з низькорозташованим прямим крилом, виконаний за нормальною аеродинамічною схемою. Літак оснащений триопорним шасі з носовим колесом та двоконтурним турбовентиляторним двигуном.
L-39 був розроблений як економічно ефективний реактивний навчально-тренувальний літак, здатний також виконувати завдання з ударів по наземних цілях. Для забезпечення експлуатаційної гнучкості, простоти та доступності більшість бортових систем були спрощені, щоб уникнути високих витрат на технічне обслуговування, а також мінімізувати пошкодження, спричинені неправильним поводженням під час польотів малодосвідчених екіпажів.
Літак можна було легко експлуатувати з непідготовлених злітно-посадкових смуг, таких як замерзлі озера, завдяки міцній конструкції шасі та низькій посадковій швидкості. Повідомляється, що льотні характеристики літака є досить простими, що полегшується швидкою реакцією на зміну тяги, завдяки чому курсанти, які ніколи раніше не літали на реактивних літаках, могли успішно його контролювати. Як навчальна платформа, L-39 був частиною комплексної системи, яка також включала авіаційні тренажери та мобільне наземне випробувальне обладнання.
Низько розташоване пряме крило має подвійну стрілоподібну форму, 2,5° поперечний V від кореня, відносно мале відношення розмаху до середньої хордової довжини та постійно закріплені на закінцівках паливні баки об'ємом 100 літрів. На задній крайці крила розташовані двощілинні закрилки внутрішньої секції, врівноважені масою елерони, які відокремлені від закрилків невеликими гребенями.
Автоматична система тримування була інтегрована таким чином, щоб закрилки та система тримування працювали разом, компенсуючи потенційно значні зміни тангажу, які могли б виникнути через активне використання закрилків. Високий стрілоподібний вертикальний стабілізатор має вбудоване кермо напрямку. Регульований по куту установки горизонтальний стабілізатор із вбудованими рулями висоти розташований біля основи керма напрямку та над соплом двигуна.
Повітряні гальма розташовані попарно під фюзеляжем перед передньою крайкою крила. Закрилки, шасі, гальма коліс і повітряні гальма працюють за рахунок гідравлічної системи. Елементи управління активуються через штовхальні тяги та мають електрично керовані сервокомпенсатори на елеронах і кермі напрямку. Експлуатаційні межі перевантажень при злітній вазі 4200 кг становлять +8/-4 g.

### Кабіна

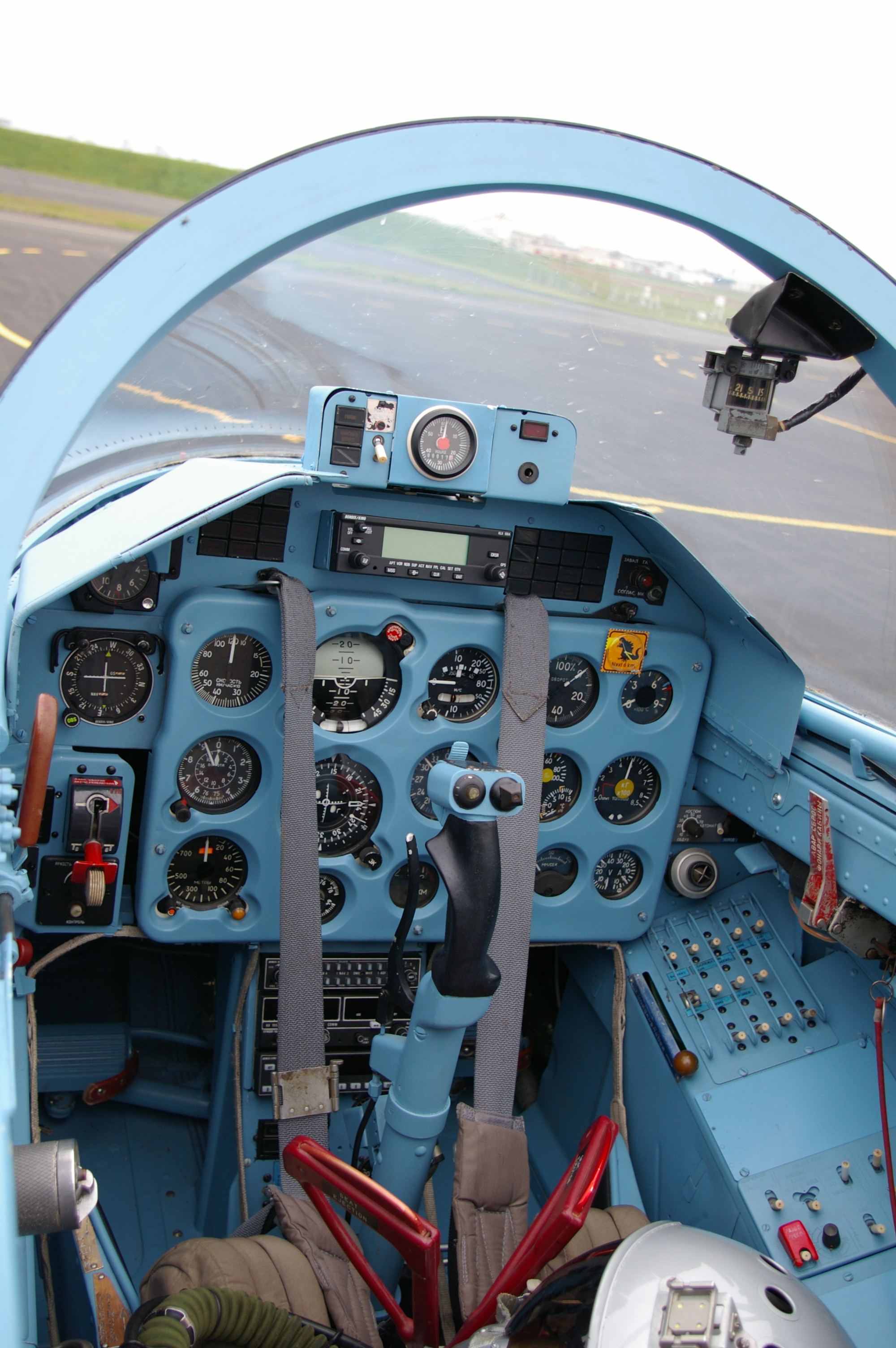
Приладова панель L-39 Albatros

Довгий, загострений ніс переходить у тандемну кабіну, в якій курсант і інструктор сидять на чеських катапультних кріслах VS-1 під окремими ліхтарями, які відкриваються вручну і мають правий бічний шарнір. Заднє крісло, зазвичай призначене для інструктора, розташоване трохи вище для кращого огляду та контролю дій курсанта, що сидить попереду.
Конструкція кабіни, розташування приладової панелі та багато її елементів схожі або ідентичні за функціоналом до інших поширених радянських літаків; наприклад, процедура катапультування пілота така ж, як і в МіГ-29. Кабіна частково герметизована, тому екіпаж повинен використовувати кисневі маски при польотах на висоті понад 7 000 метрів. Для наведення озброєння в передньому кріслі зазвичай встановлений гіроскопічний приціл.

### Двигун

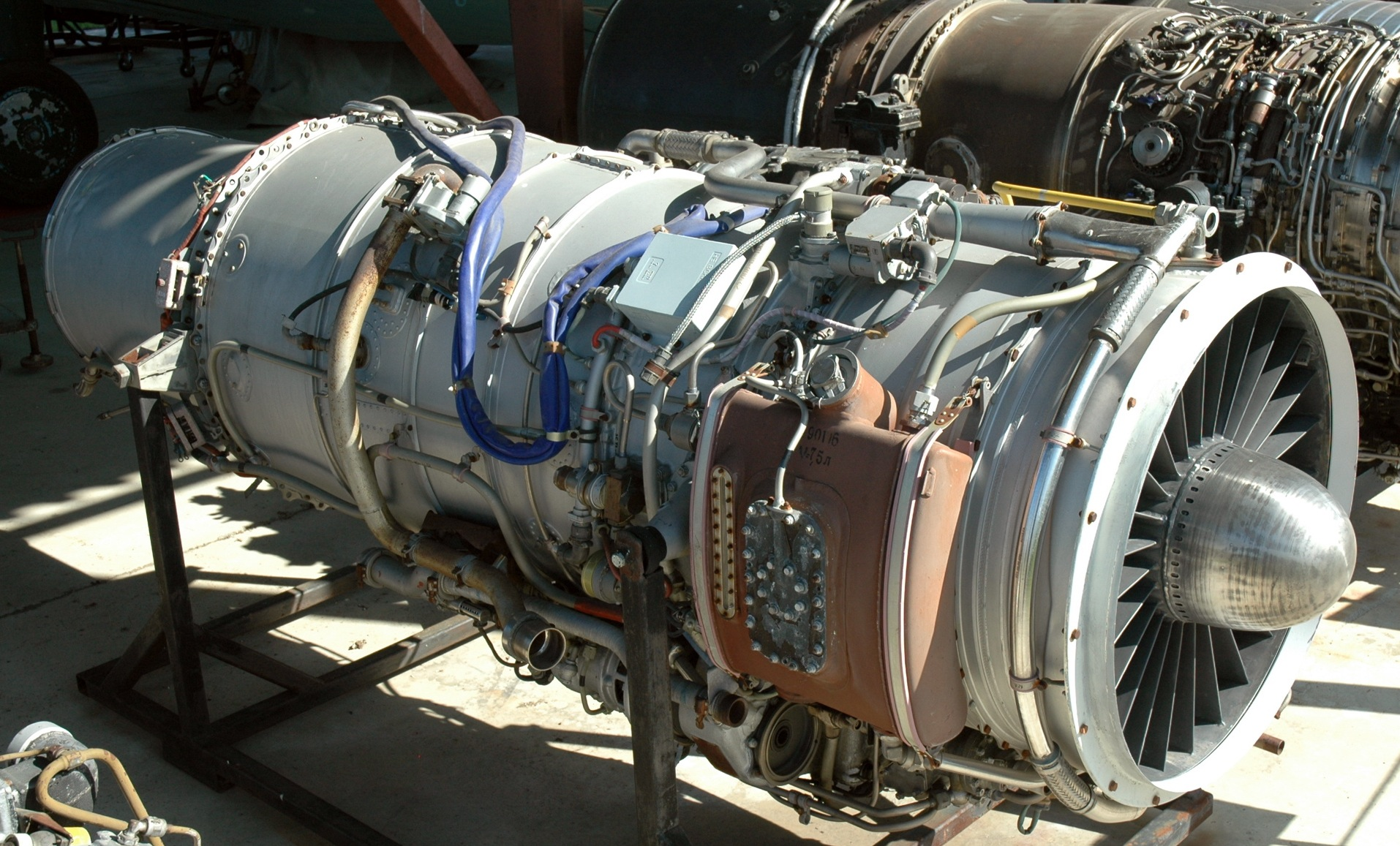
Турбовентиляторний двигун АІ-25ТЛ

Єдиний турбовентиляторний двигун Івченко АІ-25ТЛ (виробництва СРСР) розташований у хвостовій частині фюзеляжу. Він отримує повітря через напівкруглі повітрозабірники з розсікачами, встановлені на боках за кабіною, а вихлопна труба знаходиться під горизонтальним стабілізатором. Час між капітальними ремонтами двигуна становить 1000 льотних годин; передбачається, що він дешевший у ремонті, ніж більшість інших турбінних двигунів.
П’ять гумових паливних баків розташовані у фюзеляжі за кабіною. У задньому відсіку авіоніки зазвичай встановлюють кілька важких радіостанцій, але на цивільних літаках їх часто демонтують і замінюють 270-літровим паливним баком. Додаткові паливні баки можуть встановлюватися на місці заднього крісла або під крилами, а закінцівочні баки можуть бути збільшені для більшої ємності.

### Шасі
Літак оснащений носовим шасі, що прибирається за допомогою гідравлічного приводу, яке дозволяє експлуатацію з ґрунтових аеродромів. Основні стійки шасі прибираються всередину крил, а носова стійка – вперед. Базовий навчально-тренувальний варіант L-39C має два підкрильні вузли підвіски для паливних баків або навчальної зброї, хоча вони зазвичай не встановлюються. Літак може нести пару ракет К-13 для забезпечення базових можливостей повітряної оборони. L-39 в варіанті легкого штурмовика мають чотири підкрильні точки підвіски для боєкомплекту, а варіант ZA також оснащений підфюзеляжним контейнером із гарматою. Макети блоків некерованих ракет UB-16 можуть встановлюватися виключно для візуального ефекту.

## Варіанти та модифікації
- L-39X-01 – X-07 — п'ять прототипів плюс два статичні планера для випробувань[30]
- L-39С — базова модифікація навчально-тренувального літака для базової та основної льотної підготовки.
- L-39СM — словацька оновлена версія L-39С.
- L-39ZO — модифікація навчально-тренувального літака, що може використовуватися як легкий штурмовик. Для цього він оснащений чотирма вузлами підвіски.
- L-39ZA — подальший розвиток L-39ZO з встановленою двоствольною гарматою ГШ-23 та можливістю застосовувати керовані ракети «повітря — повітря» Р-60 та К-13. Бойове навантаження до 1290 кг[21].
  - L-39ZA/ART — тайська версія L-39ZA з авіонікою Elbit. Побудовано 40 літаків.
- L-39V — буксир повітряних мішеней.
- L-39MS (L-59) — модифікація з новим турбореактивним двигуном модульної конструкції ДВ-2, що має тягу 2200 кгс, катапультним кріслом класу «0-0»[a] і новим електронним обладнанням.
- L-39M1 — українська модернізація L-39: заміна двигуна АІ-25ТЛ на модернізований АІ-25ТЛШ (збільшена тяга з 1720 до 1850 кг, вдвічі покращилася прийомність), вдосконалена система управління силовою установкою і бортовим аварійно-експлуатаційним реєстратором польотної інформації з додатковими датчиками й пристроями.
- L-159 — легкий штурмовик. Подальша модернізація вдосконаленого навчально-бойового літака з більш сучасною західною авіонікою та двигуном Honeywell/ITEC F124.
- L-39 Skyfox — осучаснена та модернізована версія з двигуном Williams FJ44, покращеною паливною системою та авіонікою.

### L-39ZA
Легкий реактивний штурмовик L-39ZA був створений на базі навчально-бойового літака L-39C. Основна відмінність — наявність двоствольної 23-мм гармати ГШ-2-23 у носовій частині фюзеляжу під кабіною, та чотири замість двох підкрильних пілони для підвіски різноманітного озброєння — легких бомб чи некерованих ракет, бойове навантаження до 1290 кг.

## Бойове застосування
Першими бойове застосування L-39C почали ПС Афганістану в 1979 році. Вони застосовували літаки L-39 для ударів по наземним цілям бомбами та некерованими реактивними снарядами.
Також відомо про бойове застосування L-39ZO під час громадянської війни в Лівії.

### Ірано-іракська війна
Під час ірано-іракської війни Ірак мав 22 навчальні L-39C та 59 легких штурмовика L-39ZO. Повітряні сили Іраку застосували ці літаки для ударів по наземним цілям некерованими ракетами, для розвідки та коригування вогню артилерії, а також для застосування хімічної зброї. Повітряних сутичок за участі іракських L-39 під час війни не зафіксовано.

### Війна в Абхазії
Під час війни в Абхазії абхазькі сепаратистські сили отримали кілька літаків L-39 від Росії та Чечні, які використовували в бойових діях проти грузинських військ. 10 січня 1993 року абхазький L-39 був збитий російським зенітним ракетним комплексом «Бук» унаслідок інциденту з дружнім вогнем. Пілот Олег Чанба, який був командувачем авіації абхазьких сепаратистів, загинув під час цього інциденту. 1 квітня 1993 року під час атаки на цивільні об'єкти в Сухумі грузинським силам вдалося пошкодити L-39, який упав у море.

### Громадянська війна в Сирії
Сирійські Арабські Повітряні Сили експлуатували кілька озброєних легких штурмових літаків L-39ZA. З початку громадянської війни в Сирії літаки L-39 регулярно використовувалися ПС Сирії у контрпартизанських операціях проти різних повстанських угруповань. Декілька цих літаків були збиті вогнем із землі. Вони вперше були застосовані в бою під час битви за Алеппо, завдаючи ударів по позиціях повстанців. Стверджується, що L-39 був першим літаком із фіксованим крилом, який застосовувався проти повстанців.
У лютому 2013 року повстанцям вдалося захопити кілька справних L-39 разом із допоміжним обладнанням після штурму авіабази Аль-Джаррах. Наприкінці 2013 року з’явилися повідомлення про те, що ісламістські бойовики нібито здійснили польоти на двох захоплених L-39. У жовтні 2014 року сирійський уряд заявив, що щонайменше два L-39, які перебували під контролем повстанців, були придатні до польотів, але нещодавно знищені ударами сирійських ПС.
За даними агентства Reuters, до 2014 року L-39 нібито став одним із найпопулярніших літаків сирійських ПС для ударів по наземних цілях через його нижчу швидкість і вищу маневреність у порівнянні з іншими літаками на озброєнні. У грудні 2015 року, після того як урядові сили відновили контроль над авіабазою Квейріс, L-39 відновили виконання ударних місій у районі Алеппо.
26 грудня 2017 року сирійський L-39 був збитий поблизу аеропорту Хама.
3 березня 2020 року літак L-39 ПС Сирійської Арабської Армії був збитий турецьким винищувачем F-16 над провінцією Ідліб, коли сирійський L-39 намагався перехопити турецький БПЛА. Обидві сторони, як сирійська, так і турецька, підтвердили знищення літака.
Під час наступу на північному заході Сирії у 2024 році деякі L-39 були захоплені силами сирійської опозиції після взяття Алеппо.

### Російське вторгнення в Україну
На початку повномасштабного вторгнення Росії в Україну, ПС ЗСУ застосовували навчально-бойові літаки L-39 Albatros для виконання бойових завдань. Герой України Коломієць Дмитро Валерійович вступив у повітряний бій над Хмельниччиною. Дмитро героїчно відвернув на себе вогонь ворожої авіації, виконуючи завдання на літаку L-39. Це дозволило врятувати побратимів. Пропускаючи бойову групу, був збитий літаком окупантів у районі с. Кринцілів Хмельницького району Хмельницької області.
Станом на 9 березня 2025 року редактори Oryx Blog знайшли фото чи відео підтвердження безповоротної втрати Україною 7 літаків L-39 Albatros.

## Оператори

Країни-оператори L-39 Albatros
Поточні військові оператори
Поточні цивільні оператори
Колишні оператори

За даними World Air Force 2025 літаки L-39 всіх модифікацій експлуатують наступні країни:

### Поточні
- Азербайджан: 14 одиниць L-39 на озброєнні, станом на 2025 рік.
- Афганістан: 1 одиниця L-39 на озброєнні, станом на 2025 рік.
- Алжир: 54 одиниці L-39 на озброєнні, станом на 2025 рік[54].
- Ангола: 4 одиниці L-39 на озброєнні, станом на 2025 рік[54].
- Бангладеш[54]
- Білорусь: 10 одиниць L-39 на озброєнні, станом на 2025 рік[54].
- Болгарія: 7 одиниць L-39 на озброєнні, станом на 2025 рік[55][54].
- Вірменія: 10 одиниць L-39 на озброєнні, станом на 2025 рік[54].
- В'єтнам: 43 одиниці L-39/NG на озброєнні, станом на 2025 рік[54].
- Гана
- Грузія: 8 одиниць L-39 на озброєнні, станом на 2025 рік
- Екваторіальна Гвінея: 2 одиниці L-39 на озброєнні, станом на 2025 рік[54].
- Естонія[54]
- Ефіопія: 15 одиниць L-39 на озброєнні, станом на 2025 рік[54].
- Ємен: 28 одиниць L-39 на озброєнні, станом на 2025 рік.
- Ірак: 16 одиниць L-39 на озброєнні, станом на 2025 рік
- Казахстан: 19 одиниць L-39 на озброєнні, станом на 2025 рік. В березні 2021 певну кількість було модернізовано. В ході модернізації літаків для Казахстану було встановлено нову цифрову авіоніку, системи катапультування, засоби зв'язку та об'єктивного контролю[56][54].
- Камбоджа[54]
- Киргизстан[54]
- Куба: 2 одиниці L-39 на озброєнні, станом на 2025 рік[54].
- Латвія (Пілотажна група Baltic Bees)
- Литва[54]
- Лівія: 22 одиниці L-39 на озброєнні, станом на 2025 рік[54].
- Малі: 12 одиниці L-39 на озброєнні, станом на 2025 рік[57].
- Мозамбік: 1 одиниця L-39 на озброєнні, станом на 2025 рік[54]
- Нігерія: 11 одиниць L-39 на озброєнні, станом на 2025 рік[54].
- Південний Судан[54]
- Північна Корея
- Росія: 186 одиниць L-39 на озброєнні, станом на 2025 рік[54]
- Словаччина: 9 одиниць L-39 на озброєнні, станом на 2025 рік[54]
- США (Пілотажні групи Patriots та Black Diamond)
- Сирія: 23 одиниці L-39 на озброєнні, станом на 2025 рік[54].
- Таджикистан: 4 одиниці L-39 на озброєнні, станом на 2025 рік.
- Таїланд: L-39ZA/ART (Вестернізована версія, оснащена ізраїльською авіонікою)[54].
- Туніс[54]
- Туркменістан[54]
- Уганда: 12 одиниць L-39 на озброєнні, станом на 2025 рік[54].
- Угорщина: замовлено 12 одиниць L-39NG
- Узбекистан: 2 одиниці L-39 на озброєнні, станом на 2025 рік.
- Україна: 42 одиниці L-39 на озброєнні, станом на 2025 рік[54].
- Франція (Пілотажна група Breitling)
- Центральноафриканська Республіка: 6 одиниць L-39NG на озброєнні, станом на 2025 рік[58].
- Чехія: 7 одиниць L-39NG на озброєнні, станом на 2025 рік. Додатково замовлено ще 6 одиниць[54].

### Колишні
- Єгипет
- Румунія

### В'єтнам
В'єтнам має в експлуатації 31 (43 за даними World Air Force 2025) літак L-39. Протягом 2023—2024 років має отримати 12 літаків модифікації L-39NG.

### Литва
Раніше Збройні сили Литви використовували два навчальні літаки L-39 Albatros для підготовки пілотів, які виконують функції повітряної поліції. А також для забезпечення бойової підготовки та здійснення навчальних польотів у складних метеорологічних умовах вдень і вночі.
Але один з них зіткнувся в повітрі з французьким винищувачем Mirage 2000 у серпні 2011 року, відтоді він став повністю непридатним. Літак упав неподалік авіабази Зокняй на півночі Литви, у лісовому масиві, у болотистій місцевості, біля озера Реківи. Пілотам вдалося катапультуватися. Французький винищувач вдалося посадити. У нього виявилися пошкоджені лише стабілізатори.
Другий літак внаслідок виходу з ладу двигуна припинив польоти з 2019 року. В листопаді 2021 року стало відомо про плани передати його Україні.
Зараз до Збройних сил Литви надходять вже підготовлені льотчики. Коли вони вчаться пілотувати військові літаки, зазвичай спочатку літають на L-410, а потім переходять до польотів на літаках C-27J Spartan.

### Нігерія
Станом на першу половину 2021 року шість літаків L-39ZA ПС Нігерії проходили капітальний ремонт та модернізацію в Чехії, на підприємстві Aero Vodochody.
Після проведення необхідного технічного обслуговування та капітального ремонту, літаки отримають і нові авіаційні навігаційні засоби (EFIS) Genesys IDU 680.

### Росія
Після розпаду Радянського Союзу та формування Військово-повітряних сил Росії у 1991 році новостворена служба отримала у своє розпорядження сотні літаків L-39, більшість з яких виявилися надлишковими для їхніх потреб у підготовці пілотів. За даними автора Стефана Вілкінсона, станом на 2005 рік Росія розглядала можливість продажу до 800 своїх L-39, які отримували лише мінімальне технічне обслуговування раз на місяць, поки вирішувалася їхня подальша доля. Починаючи з початку 1990-х років, Військово-повітряні сили Росії працювали над розробкою вітчизняного навчально-тренувального реактивного літака, яким став Як-130; у майбутньому Як-130 має повністю замінити L-39 у складі російських ПКС у відповідних ролях.
За даними World Air Force на озброєнні РФ перебуває 186 літаків L-39, станом на 2025 рік.

### Таїланд
31 березня 2021 року відбулась урочиста церемонія прощання з літаками L-39ZA, які перебували в експлуатації Королівських Повітряних сил Таїланду 27 років.
На службі легкі реактивні штурмовики L-39ZA замінюють на південнокорейські навчально-тренувальні літаки T-50 розробки та виробництва компанії Korea Aerospace Industries.

### Україна

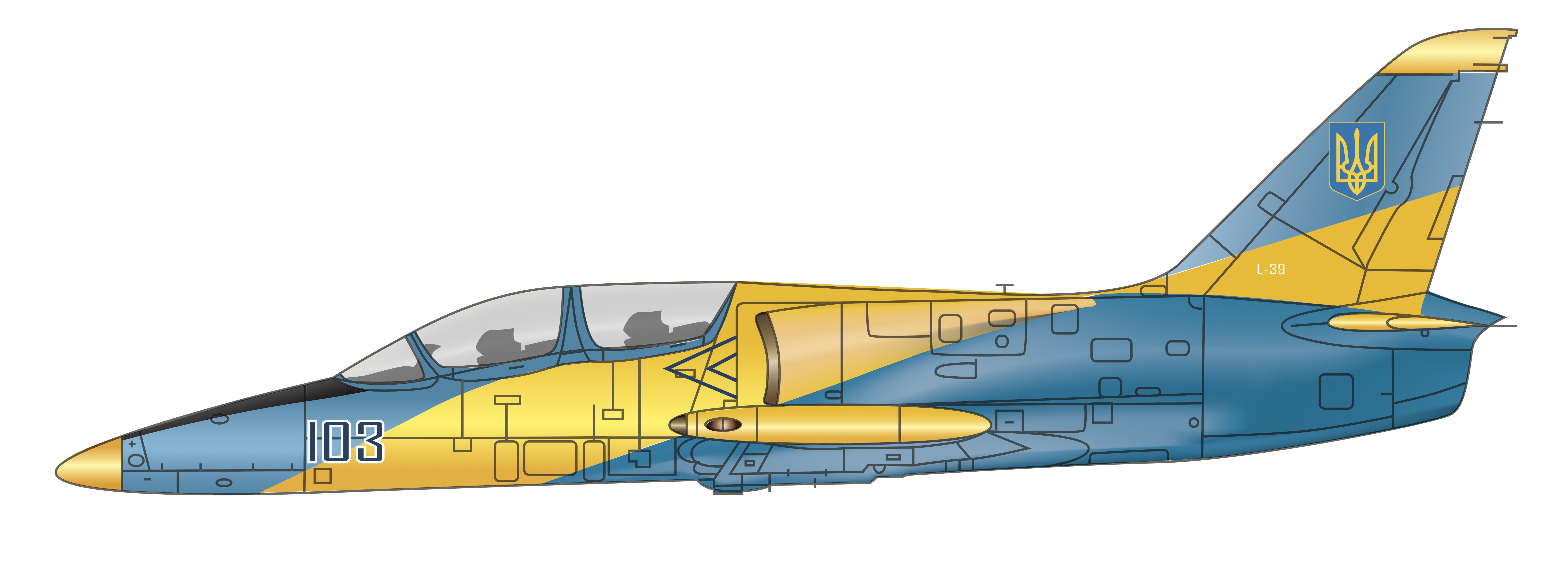
L-39M1 40-ї бригади тактичної авіації

Після розпаду СРСР новостворені Повітряні Сили України отримали чималий парк навчальних літаків L-39. Вони несуть службу в частинах Повітряних Сил України як основний навчально-тренувальний літак. Більшість українських L-39 перебуває в Чугуєві у складі 203-ї НаБР. Також ці літаки експлуатуються у 831-й, 299-й, 114-й, 40-й та 7-й авіаційних бригадах. Відновлені та модернізовані українські L-39 мають ліврею «сірий піксель», старіші борти мають ліврею «зелена флора» та жовто-блакитну.
На початку листопада 2021 року стало відомо про плани міністерства оборони Литви передати Україні літак L-39ZA. Наказом командувача ЗС Литви у квітні 2021 року літак було визнано непридатним для використання через несправність. Цей «Альбатрос» не здійснює польоти з 2019 року внаслідок виходу з ладу двигуна. Відтоді його консервують і переконсервують кожні пів року, щоб літак не зіпсувався. У квітні 2021 року літак був списаний.
За даними World Air Force на озброєнні України перебуває 42 літака L-39, станом на 2025 рік.

### Використання в цивільній авіації

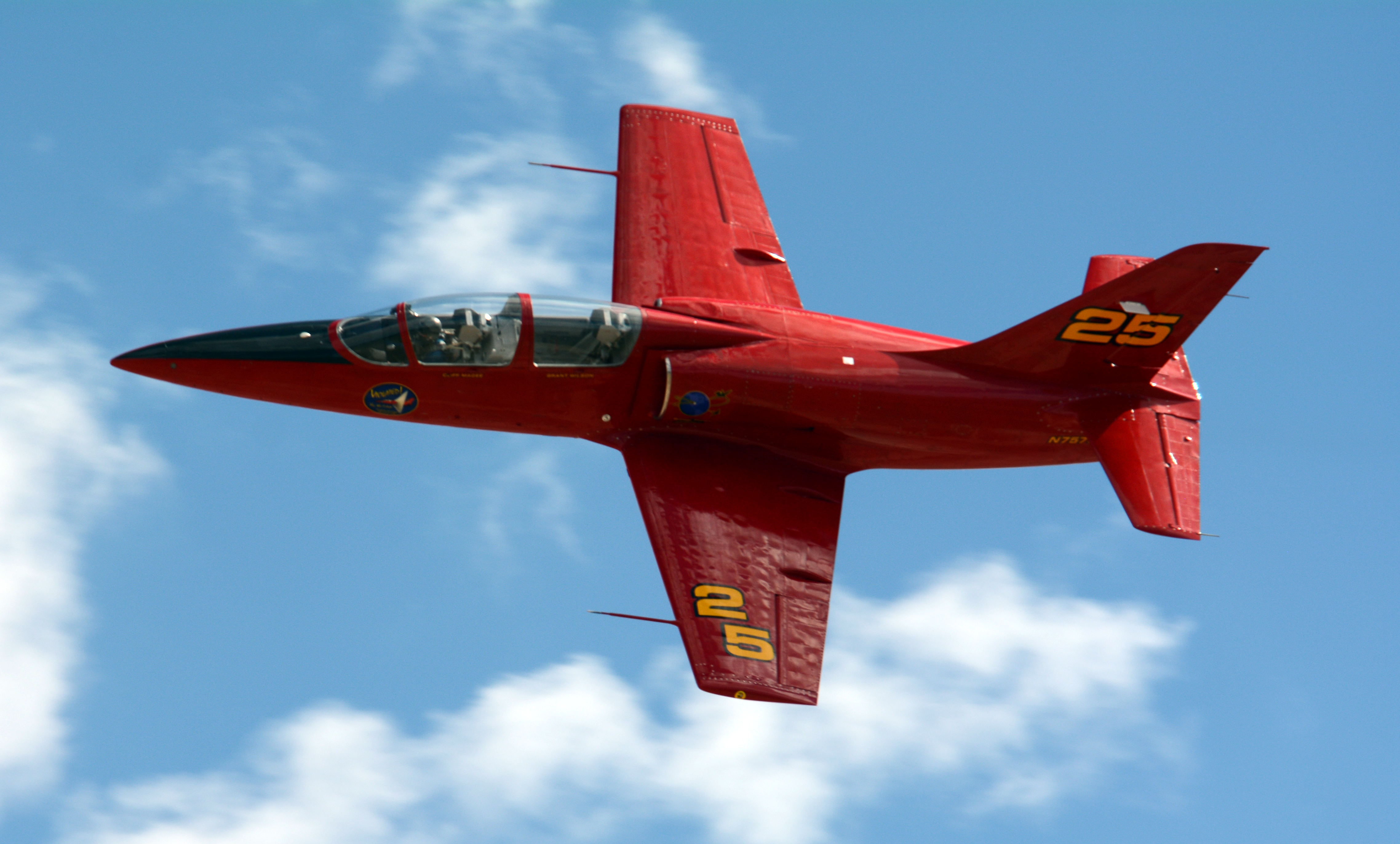
L-39 на авіаперегонах у Ріно, 2014 рік

Хоча новіші моделі поступово замінюють старі L-39 у військовій службі, тисячі літаків залишаються в активному використанні як навчально-тренувальні, а багато з них знаходять нових власників серед приватних колекціонерів військових літаків по всьому світу. Вважається, що популярність L-39 пояснюється тим, що це «єдиний доступний реактивний тренувальний літак другого покоління».
Ця тенденція особливо помітна в США, де їхня вартість у діапазоні 200 000–300 000 доларів (300 000—700 000, станом на березень 2025 року) робить їх доступними для заможних пілотів, які шукають швидкий та маневрений особистий реактивний літак. Їхня популярність сприяла створенню окремого класу перегонів L-39 Jet на авіаперегонах у Ріно в 2002 році, хоча згодом цей клас розширили для інших подібних літаків.

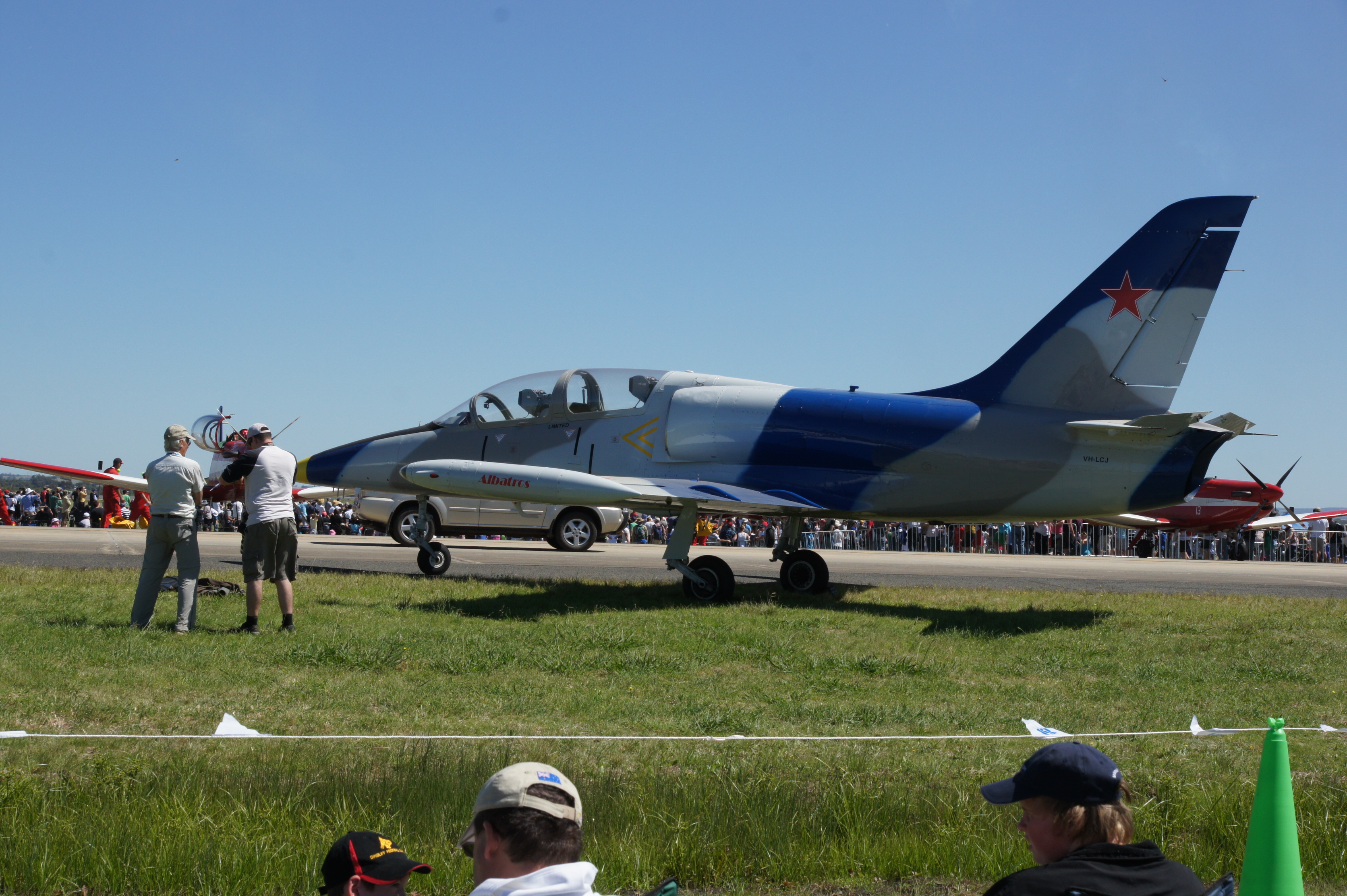
Приватний L-39 в Австралії, 2011 рік

Станом на вересень 2012 року 255 літаків L-39 були зареєстровані у Федеральному управлінні цивільної авіації США та чотири у Транспортному агентстві Канади.
Декілька пілотажних груп використовують L-39, зокрема:
- Patriots (6 L-39);
- Breitling (7 L-39);
- Black Diamond (5 L-39).

Крім того, кілька операторів пропонують приватні польоти на L-39 у таких країнах, як Австралія, Чехія, Франція, Німеччина, Іспанія та США.
Більшість таких літаків перебуває у приватній власності, хоча деякі також належать урядовим установам, наприклад, у Вязьмі (РФ). Станом на березень 2018 року п’ять L-39 були зареєстровані в Новій Зеландії: один як L-39 і ще чотири як L-39C.
Модернізація цивільних L-39
З 2004 року підрозділ Defence & MRO компанії Aero Vodochody здійснює загальне технічне обслуговування, ремонт і модернізацію цивільних L-39, а також демілітаризацію колишніх військових літаків.
Послуги, які пропонуються цивільним операторам, включають:
- програми продовження ресурсу;
- підтримку цивільної реєстрації та сертифікації;
- навчання екіпажу (наземного та льотного);
- логістику та аналітику;
- персоналізацію та модернізацію;
- регулярне обслуговування за станом літака;
- загальні консультації та експертну підтримку.

## Аварії та катастрофи
| Дата       | Приналежність | Обставини |
| ---------- | ------------- | --- |
| 24.01.2001 | Цивільний     | В США неподалік Денвера загинув в авіакатастрофі на L-39 виконавчий директор авіакомпанії Atlas Air Inc Міхаель Чоудрі. Причини невідомі. |
| 19.04.2001 | ПКС РФ        | В Краснодарському краї поряд із хутором Новий Мир розбився літак L-39 навчального полку Армавірського авіаційного інституту, пілотові вдалося успішно катапультуватись |
| 10.06.2001 | ПКС РФ        | Два реактивні літаки L-39 пілотажної групи «Русь» зіткнулися в передмісті Санкт-Петербурга на авіашоу в районі аеродрому Левашово. Льотчик одного з літаків загинув |
| 10.06.2001 | ПКС РФ        | Два реактивні літаки L-39 пілотажної групи «Русь» зіткнулися в передмісті Санкт-Петербурга на авіашоу в районі аеродрому Левашово. Льотчик одного з літаків загинув |
| 11.07.2001 | ПКС РФ        | Упав в Тамбовській області. Обоє пілотів, полковник Володимир Руденко та майор Геннадій Милованов, загинули |
| 01.08.2001 | ПС Чехії      | Літак упав 100 км на південний схід від Праги. Пілот загинув. |
| 14.06.2002 | ПКС РФ        | Літак КВВАУЛ упав в Краснодарському краю поблизу міста Тихорецьк. Обоє пілотів катапультувались |
| 20.06.2002 | ПКС РФ        | Зазнав катастрофи при заході на посадку на аеродром Борисоглібської філії КВВАУЛ. Курсант 5-го курсу — загинув. |
| 03.04.2003 | ПС Ємена      | Обоє пілоти загинули. |
| 14.07.2003 | ПКС РФ        | Під час заходу на посадку на аеродром Кущевська сталося різке зниження літака. Майор Андрій Пилипчук та капітан Роман Откопніков загинули при катапультуванні |
| 09.08.2007 | ПКС РФ        | Навчальний політ в Краснодарському краї. Відмова двигуна. Обоє пілотів успішно катапультувались. |
| 28.01.2008 | ПКС РФ        | Льотчик-інструктор від травм помер у лікарні міста Котельникове, а курсант, який катапультувався, зазнав тяжких травм. Літак КВВАУЛ впав в районі аеродрому Котельниково                                                                                                   |
| 01.02.2008 | ПКС РФ        | Літак КВВАУЛ розбився на аеродромі Армавір. Пілот майор Сєров катапультувався |
| 22.09.2012 | ПС ЗСУ        | Під час зльоту L-39 загорівся двигун повітряного судна. В результаті, не набравши висоту, літак впав на злітно-посадкову смугу аеродрому м. Чугуєва на Харківщині. Пілот, курсант 3-го курсу ХНУПС — загинув.                                                              |
| 29.09.2017 | ПС ЗСУ        | Літак розбився під час планових польотів. Двоє пілотів загинуло, літак впав в районі населеного пункту Красилів |
| 19.10.2018 | ПКС РФ        | Зазнав катастофи над Азовським морем. Обидва російські пілоти катапультувались, проте вижити їм у катастрофі не вдалось. |
| 02.07.2019 | ПС ЗСУ        | Близько 16:00, під час виконання курсантом 3-го курсу ХНУПС чергового самостійного навчально-тренувального польоту, на літаку L-39 виникла позаштатна ситуація. Літак впав у полі біля села Старовірівка Куп'янського району Харківської області, пілот — катапультувався. |
| 02.04.2020 | ПС Лівії      | Причиною падіння літака за однією інформацією стала технічна несправність, за іншою — він був збитий силами Халіфи Хафтара. Обидва пілоти катапультувалися та згодом були евакуйовані.                                                                                     |
| 15.08.2023 | ПКС РФ        | Літак навчального авіаційного полку КВВАУЛ, виконуючи навчально-тренувальний політ, зазнав катастрофи під час заходу на посадку. |
| 25.08.2023 | ПС ЗСУ        | У небі над Житомирщиною зіткнулись два навчально-бойових літаки L-39, загинуло троє пілотів 40 БрТА: майор В'ячеслав Мінка, майор Андрій Пільщиков та майор Сергій Проказін.                                                                                               |
| 13.09.2024 | ПС Болгарії   | L-39ZA Повітряних сил Болгарії зазнав аварії під час репетиції авіашоу на авіабазі Граф Ігнатієво в Болгарії. Обидва пілоти, майор Петко Д. Димитров і перший лейтенант Венцислав А. Дункін, загинули на місці.                                                            |

## Встановлені як пам'ятник
| Місцезнаходження                                     | Фото |
| Державний музей авіації України м. Київ              |      |
| Музей Повітряних сил Збройних сил України м. Вінниця |      |
| Музей авіації м. Конотоп                             |      |
| На території заводу СМЗ в м. Сніжне                  |      |
| ---------------------------------------------------- | ---- |

## Тактико-технічні характеристики

Схема L-39 в 3 проекціях

Наведені характеристики відповідають модифікації L-39C.
Джерела даних: Jane's All The World's Aircraft 1988–89, Aero Vodochody, Мілітарний.

### Технічні характеристики
- Екіпаж: 1—2 особи
- Довжина: 12,13 м
- Розмах крила: 9,46 м
- Висота: 4,77 м
- Площа крила: 18,8 м²
- Профіль крила: NACA 64A012
- Маса порожнього: 3455 кг
- Максимальна злітна маса: 4700 кг
- Маса палива у внутрішніх баках: 980 кг
- Силова установка: 1 × турбовентиляторний двигун АІ-25ТЛ, тяга 16,87 кН

### Льотні характеристики
- Максимальна швидкість: 750 км/год  на висоті 5000 м
- Швидкість звалювання: 160 км/год
- Бойовий радіус: 1 100 км
- Перегінний радіус: 1 750 км (з ППБ)
- Практична стеля: 11 000 м
- Швидкопідйомність: 13,5 м/с
- Навантаження на крило: 250 кг/м²
- Тягооснащеність: 0,37
- Підйом на 5000 м (16400 футів): 5 хв
- Довжина розбігу: 580 м
- Довжина пробігу: 560 м
- Час польоту
  - 2 год 30 хв (внутрішнє паливо)
  - 3 год 50 хв (внутрішні та зовнішні баки)

### Озброєння
- До 285 кг на двох зовнішніх вузлах підвіски: 2 × авіабомба ОФАБ-100, до 32 × НАР С-5

## Галерея

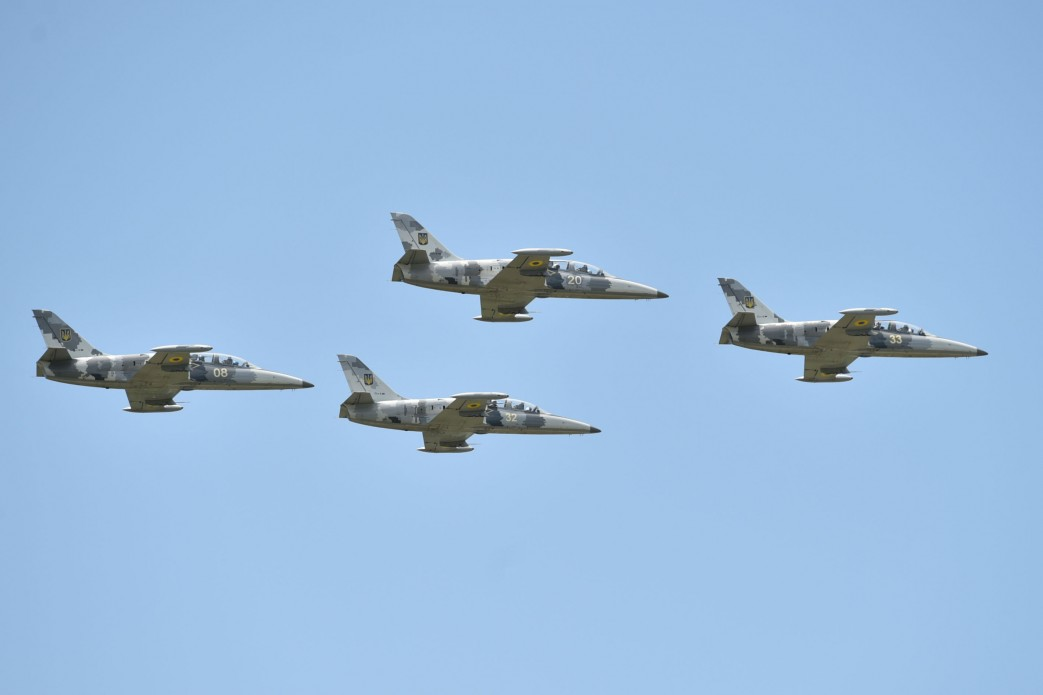
Четвірка L-39 ПС ЗСУ над авіабазою 203-ї бригади у Чугуєві.
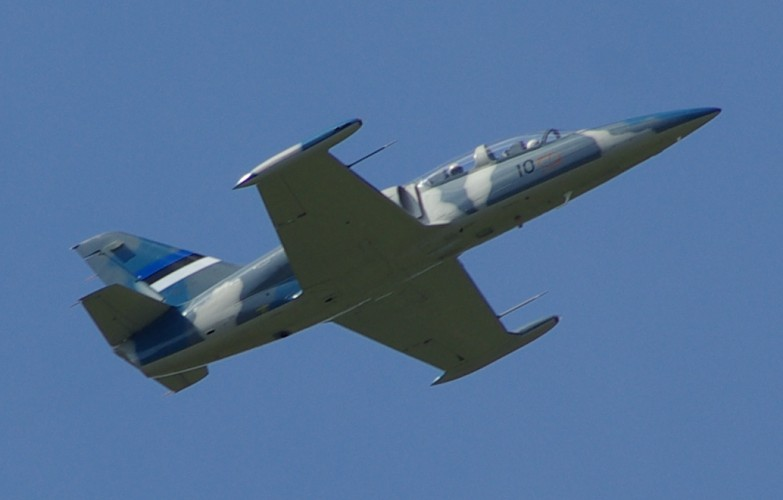
Естонський L-39 у польоті.
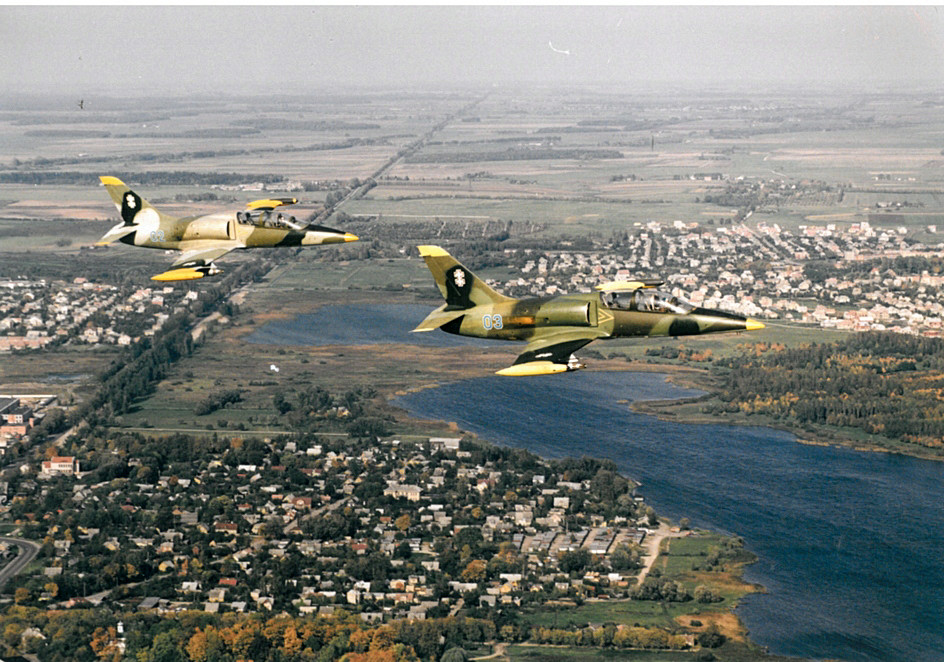
Литовські L-39.
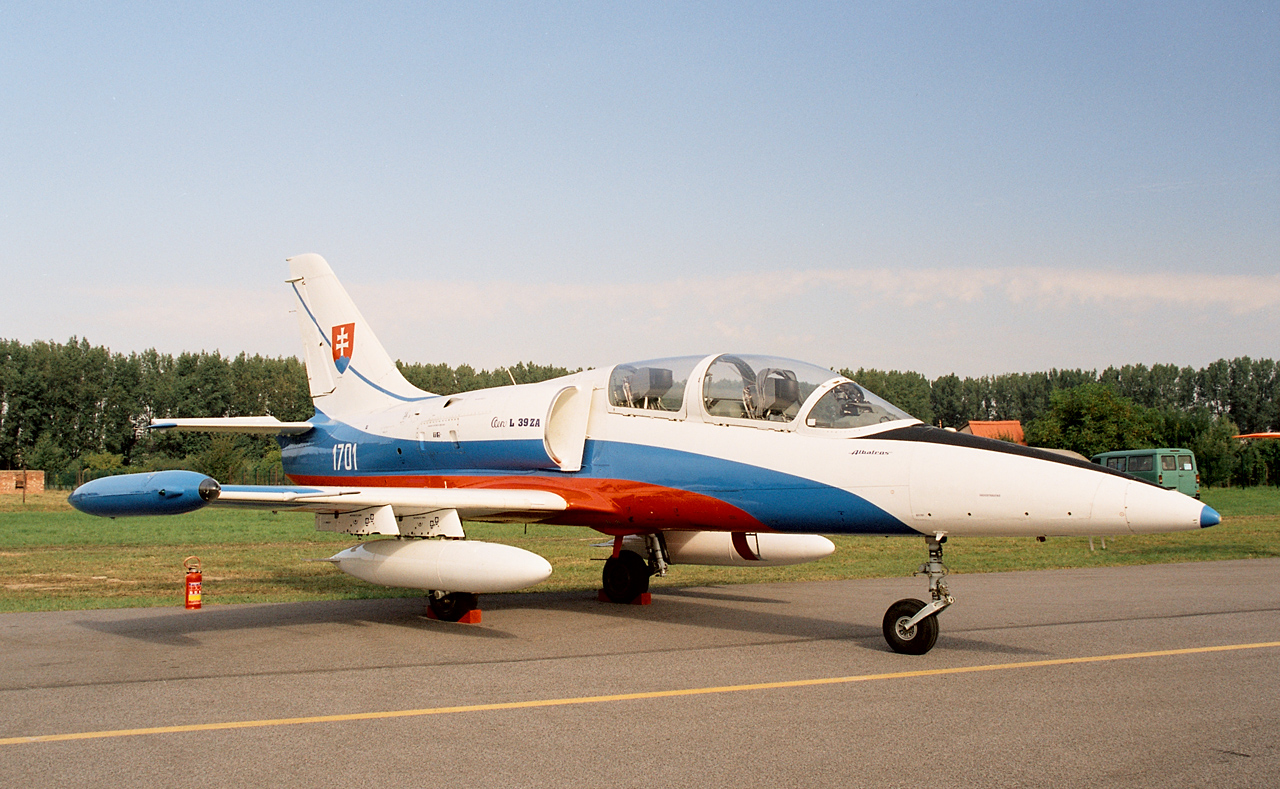
L-39 Повітряних Сил Словаччини на авіашоу в Польщі у 2005 році.